# Port-Brillet
Pour les articles homonymes, voir Brillet.
Port-Brillet est une commune française, située dans le département de la Mayenne en région Pays de la Loire, peuplée de 1 816 habitants (les Brillet-Pontins).
La commune fait partie de la province historique du Maine, et se situe dans le Bas-Maine.

## Géographie
Port-Brillet est une commune située à environ 20 kilomètres à l'ouest du chef-lieu Laval, desservie par la route nationale 157.
Près de la commune se situent des forêts (bois de Misedon, bois des Gravelles, bois de Clermont), et des étangs (le Moulin Neuf, l’étang de la Forge).

### Transports

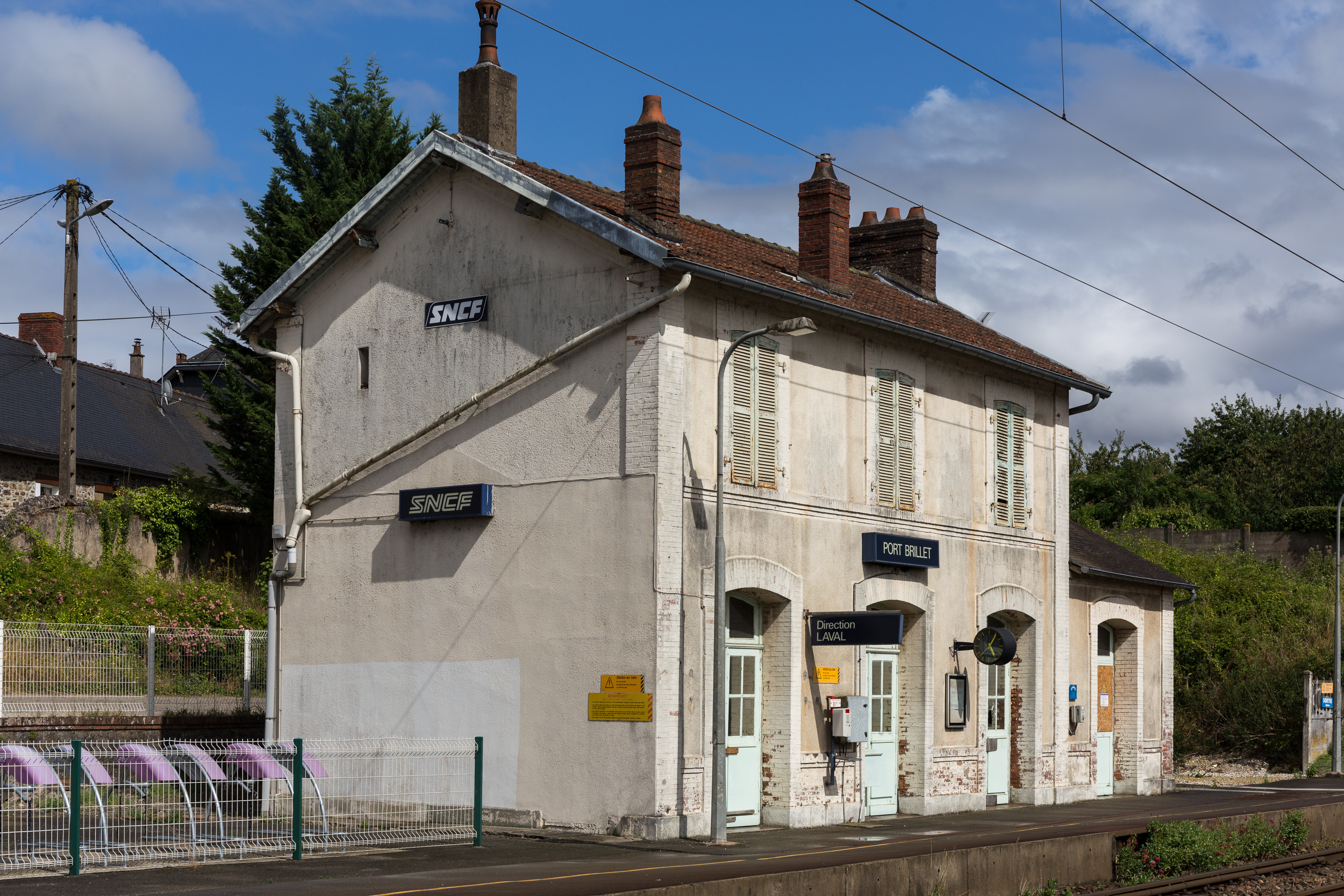
La gare.

Une gare ferroviaire est desservie par les TER assurant la liaison avec les gares de Laval, Vitré et Rennes.

### Communes limitrophes
| Launay-Villiers      | Le Bourgneuf-la-Forêt | Saint-Ouën-des-Toits |
| Saint-Pierre-la-Cour | Port-Brillet          | Olivet               |
|                      | La Brûlatte           |                      |

### Climat
Pour des articles plus généraux, voir Climat des Pays de la Loire et Climat de la Mayenne.
En 2010, le climat de la commune est de type climat océanique altéré, selon une étude du CNRS s'appuyant sur une série de données couvrant la période 1971-2000. En 2020, Météo-France publie une typologie des climats de la France métropolitaine dans laquelle la commune est exposée à un climat océanique et est dans la région climatique  Bretagne orientale et méridionale, Pays nantais, Vendée, caractérisée par une faible pluviométrie en été et une bonne insolation. 
Pour la période 1971-2000, la température annuelle moyenne est de 11 °C, avec une amplitude thermique annuelle de 13,6 °C. Le cumul annuel moyen de précipitations est de 818 mm, avec 13,1 jours de précipitations en janvier et 7,4 jours en juillet. Pour la période 1991-2020, la température moyenne annuelle observée sur la station météorologique de Météo-France la plus proche, sur la commune de Launay-Villiers à 4 km à vol d'oiseau, est de 11,6 °C et le cumul annuel moyen de précipitations est de 862,6 mm,. Pour l'avenir, les paramètres climatiques de la commune estimés pour 2050 selon différents scénarios d'émission de gaz à effet de serre sont consultables sur un site dédié publié par Météo-France en novembre 2022.

## Urbanisme

### Typologie
Au 1er janvier 2024, Port-Brillet est catégorisée bourg rural, selon la nouvelle grille communale de densité à sept niveaux définie par l'Insee en 2022.
Elle est située hors unité urbaine. Par ailleurs la commune fait partie de l'aire d'attraction de Laval, dont elle est une commune de la couronne,. Cette aire, qui regroupe 66 communes, est catégorisée dans les aires de 50 000 à moins de 200 000 habitants,.

### Occupation des sols
L'occupation des sols de la commune, telle qu'elle ressort de la base de données européenne d’occupation biophysique des sols Corine Land Cover (CLC), est marquée par l'importance des forêts et milieux semi-naturels (49,5 % en 2018), une proportion identique à celle de 1990 (49,5 %). La répartition détaillée en 2018 est la suivante : 
forêts (49,5 %), terres arables (17,4 %), prairies (17,3 %), zones urbanisées (10,1 %), zones industrielles ou commerciales et réseaux de communication (3,3 %), eaux continentales (2,4 %). L'évolution de l’occupation des sols de la commune et de ses infrastructures peut être observée sur les différentes représentations cartographiques du territoire : la carte de Cassini (XVIIIe siècle), la carte d'état-major (1820-1866) et les cartes ou photos aériennes de l'IGN pour la période actuelle (1950 à aujourd'hui).

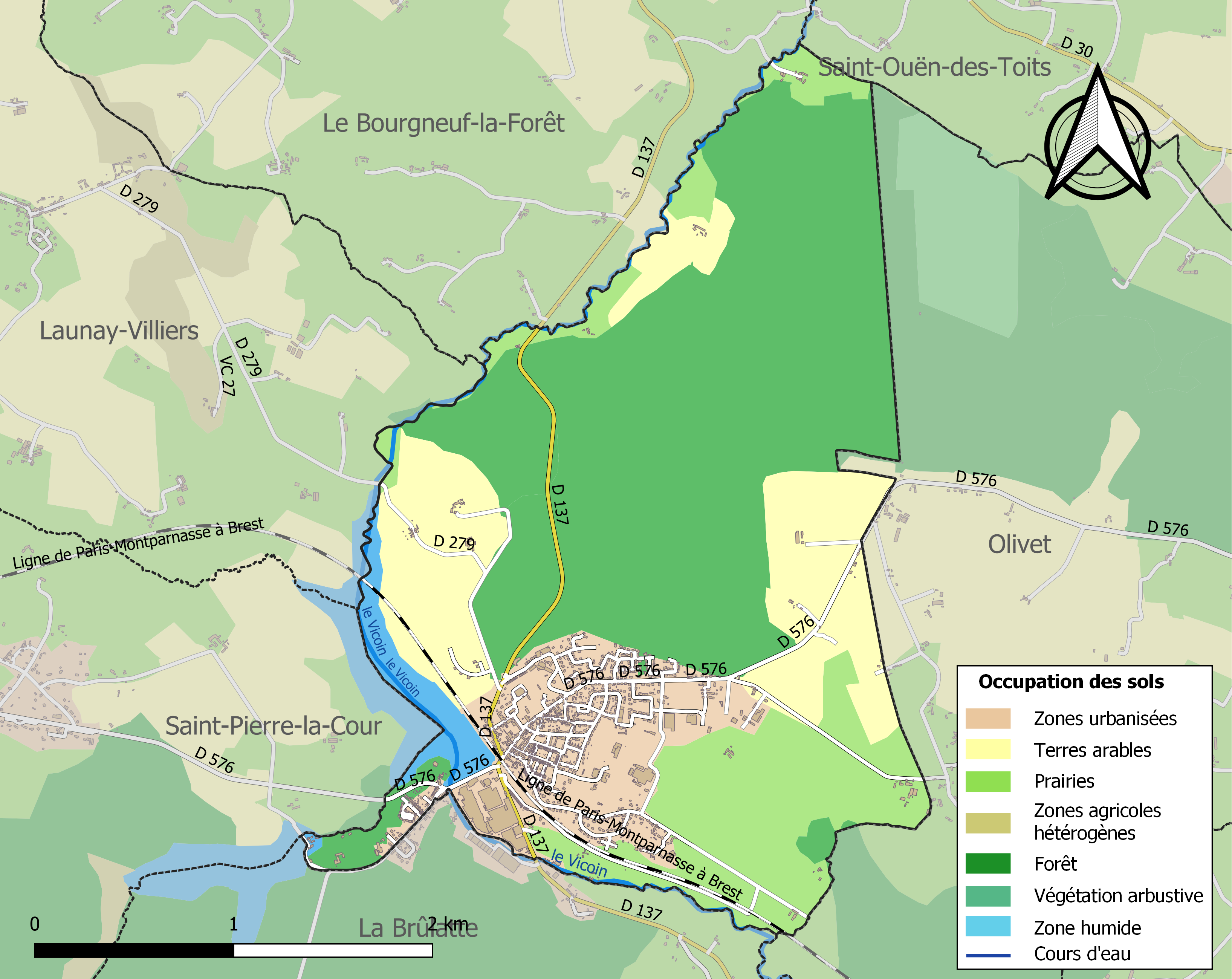
Carte des infrastructures et de l'occupation des sols de la commune en 2018 (CLC).

## Histoire
La légende : un jour, Guy IV de Laval, chassait dans la forêt et faillit perdre la vie. Dans ce moment critique, il fit vœu à sainte Marie-Madeleine d'ériger une chapelle s'il échappait au danger, ce qu’il fit. C’était en l’an 1100. Aujourd’hui une réplique de cette chapelle existe sur la commune.
L’histoire du village est liée aux forges. La présence d'un moulin dès le milieu du XIe siècle, une topologie et une géologie favorable, accrédite l'hypothèse de la présence d'une forge rudimentaire au milieu du XIe siècle. Des écrits mentionnent la présence de la forge dès 1452 (l’aveu du comté de Laval en 1452 mentionne la forge Brielle). À proximité du moulin de la Poulardière, Michel Deguerre en 1619 obtient le droit de faire bâtir et construire une grosse forge avec les bâtiments des forgerons. Ces forges sont dues à l'initiative de Nicolas Lemaçon (Le Maczon), sieur de la Poulardière, et datent de 1621.
Par testament du 5 avril 1634, le fondateur déclare qu'il veut « que l'on bâtisse une chapelle à la commodité des forges — afin, dit-il, que mes enfants et leurs ouvriers puissent y assister à la messe ». La chapelle fut construite sans retard, car la cloche, en fonte, qui subsiste, fut coulée cette même année à la forge au nom de Nicolas Lemaçon (Le Maczon) et d'Élisabeth Moland, sa femme La chapelle était placée sous l’invocation de la Notre-Dame de Liesse. Le 21 février 1643 à la suite d'une première procédure inique dite de la "table de marbre", la propriété des forges a été revendiquée par le comte de Laval qui est rentré en possession de ce domaine. Le 23 octobre 1655, les forges de Port-Brillet ont été définitivement licitées devant la justice ordinaire du comté de Laval qui les a affermées pour 10 000 livres à la famille Le Maczon. L'adjudication comportait la maison de maître et sa chapelle, le logement des ouvriers, le magasin et ses matériaux, le minerai et les combustibles entreposés sur le carreau de la halle, les deux fourneaux, l'étang, la closerie de la Ruaudais et le moulin du Libaret. Malgré cette expropriation la famille Le Maczon a continué a exploité ces forges jusqu'en 1667 ; année au cours de laquelle elles ont été reprises par le Sieur René Brosset de la Pommeraie à la suite du décès du dernier descendant de la famille, Marc Le Maczon.
En 1799, deux frères, François Paillard-Ducléré et Paillard-Dubignon, font valoir ensemble les grosses forges et fourneaux de Port-Brillet. En 1817, Constant Paillard-Ducléré est élu député et réélu jusqu'à sa mort en 1839. Pendant cette période, il laisse la direction de l'établissement métallurgique à son frère cadet qui lui écrit quotidiennement. Cette correspondance est conservée aux archives de la Sarthe. Leur clientèle était principalement de la région Domfront-Tinchebray.
Pendant la Révolution française, alors que les communes environnantes soutenaient la chouannerie, les forgerons de Port-Brillet s’étaient constitués en gardes nationaux.
Naissance de la commune : le village autour des Forges ayant grossi, Port-Brillet est érigé en commune en 1874. Port-Brillet était une paroisse détachée de celle d'Olivet, au spirituel, en 1828, érigée en succursale par ordonnance du 26 mars 1840, en commune par décret du 4 août 1874. Les forges qui devinrent le principal revenu du comté de Laval avaient donné naissance à la première agglomération.
2 096 hectares de la forêt du Pertre, ainsi qu'une superficie presque équivalente de la forêt de Chevré, furent mises en vente par les "Forges de Port-Brillet" en 1856.

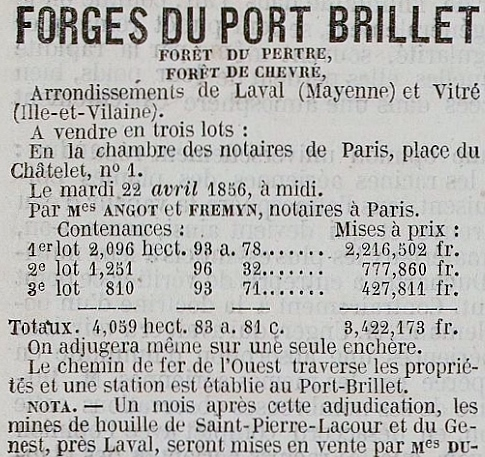
La mise en vente en mars 1856 de la forêt du Pertre et de la forêt de Chevré par les "Forges de Port-Brillet" (journal Le Pays du 12 mars 1856).

## Politique et administration

### Liste des maires

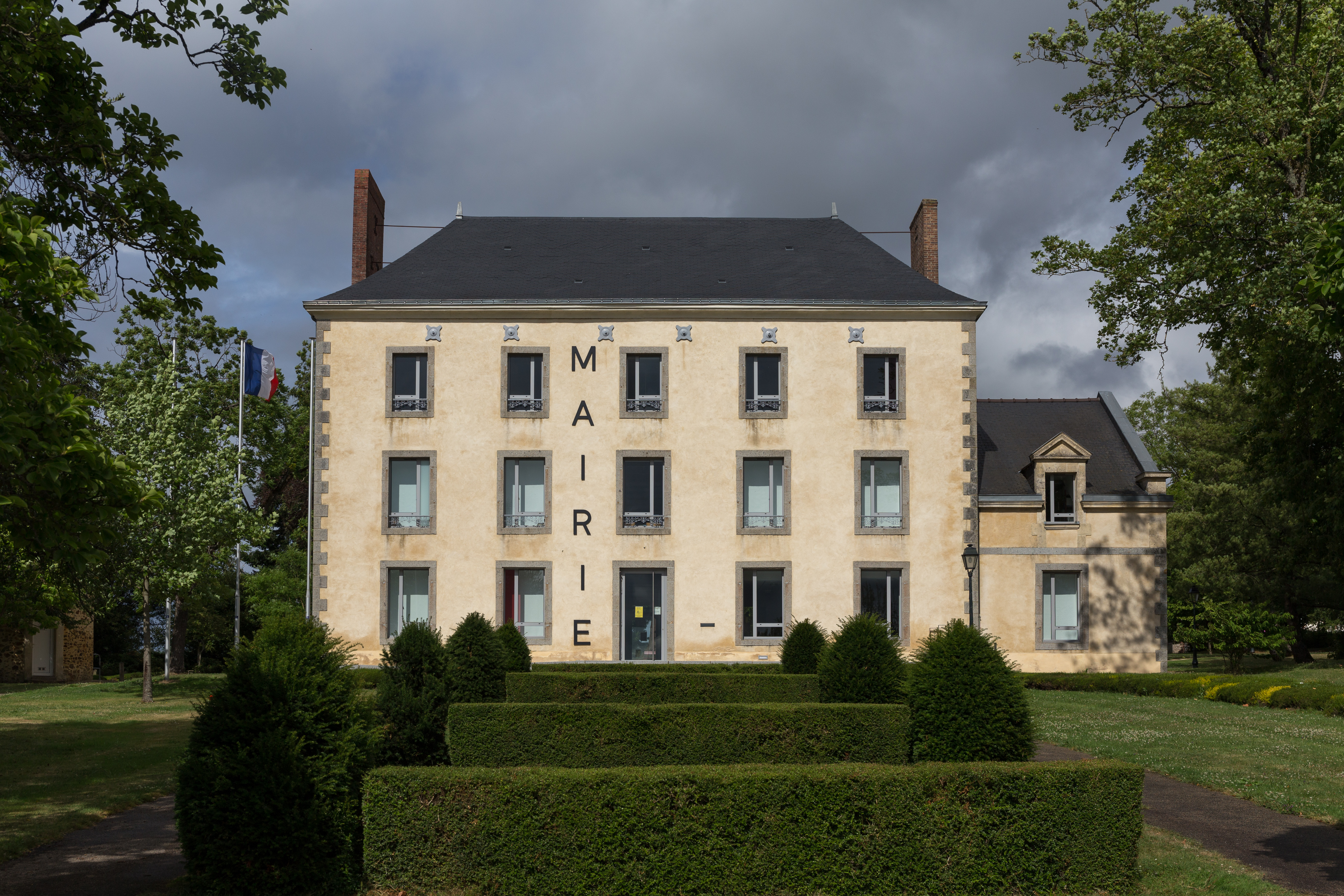
La mairie.

| Période   | Période   | Identité         | Étiquette | Qualité                                                                                     |
| --------- | --------- | ---------------- | --------- | ------------------------------------------------------------------------------------------- |
| mai 1945  | 1953      | Georges Ricou    | SFIO      | Représentant de commerce en droguerie et quincaillerie, député de la Mayenne (1946 → 1951)  |
| mars 1989 | mars 2008 | Jacques Mortier  |           | Masseur kinésithérapeute                                                                    |
| mars 2008 | mars 2014 | Thierry Rousseau |           | Attaché technico-commercial                                                                 |
| mars 2014 | mai 2020  | Gilles Pairin    | SE        | Retraité gendarmerie                                                                        |
| mai 2020  | En cours  | Fabien Robin     | SE-DVG    | Ingénieur territorial en disponibilité, 15e vice-président de Laval Agglomération (2020 → ) |

## Population et société

### Démographie
L'évolution du nombre d'habitants est connue à travers les recensements de la population effectués dans la commune depuis 1876. Pour les communes de moins de 10 000 habitants, une enquête de recensement portant sur toute la population est réalisée tous les cinq ans, les populations de référence des années intermédiaires étant quant à elles estimées par interpolation ou extrapolation. Pour la commune, le premier recensement exhaustif entrant dans le cadre du nouveau dispositif a été réalisé en 2007.
En 2022, la commune comptait 1 816 habitants, en évolution de −0,06 % par rapport à 2016 (Mayenne : −0,73 %, France hors Mayotte : +2,11 %).
| 1876 | 1881 | 1886 | 1891 | 1896  | 1901  | 1906  | 1911  | 1921  |
| ---- | ---- | ---- | ---- | ----- | ----- | ----- | ----- | ----- |
| 778  | 747  | 935  | 920  | 1 147 | 1 172 | 1 291 | 1 386 | 1 424 |

| 1926  | 1931  | 1936  | 1946  | 1954  | 1962  | 1968  | 1975  | 1982  |
| ----- | ----- | ----- | ----- | ----- | ----- | ----- | ----- | ----- |
| 1 427 | 1 458 | 1 423 | 1 380 | 1 416 | 1 634 | 1 757 | 1 990 | 1 904 |

| 1990  | 1999  | 2006  | 2007  | 2012  | 2017  | 2022  | - | - |
| ----- | ----- | ----- | ----- | ----- | ----- | ----- | - | - |
| 1 813 | 1 814 | 1 903 | 1 909 | 1 841 | 1 801 | 1 816 | - | - |

## Économie

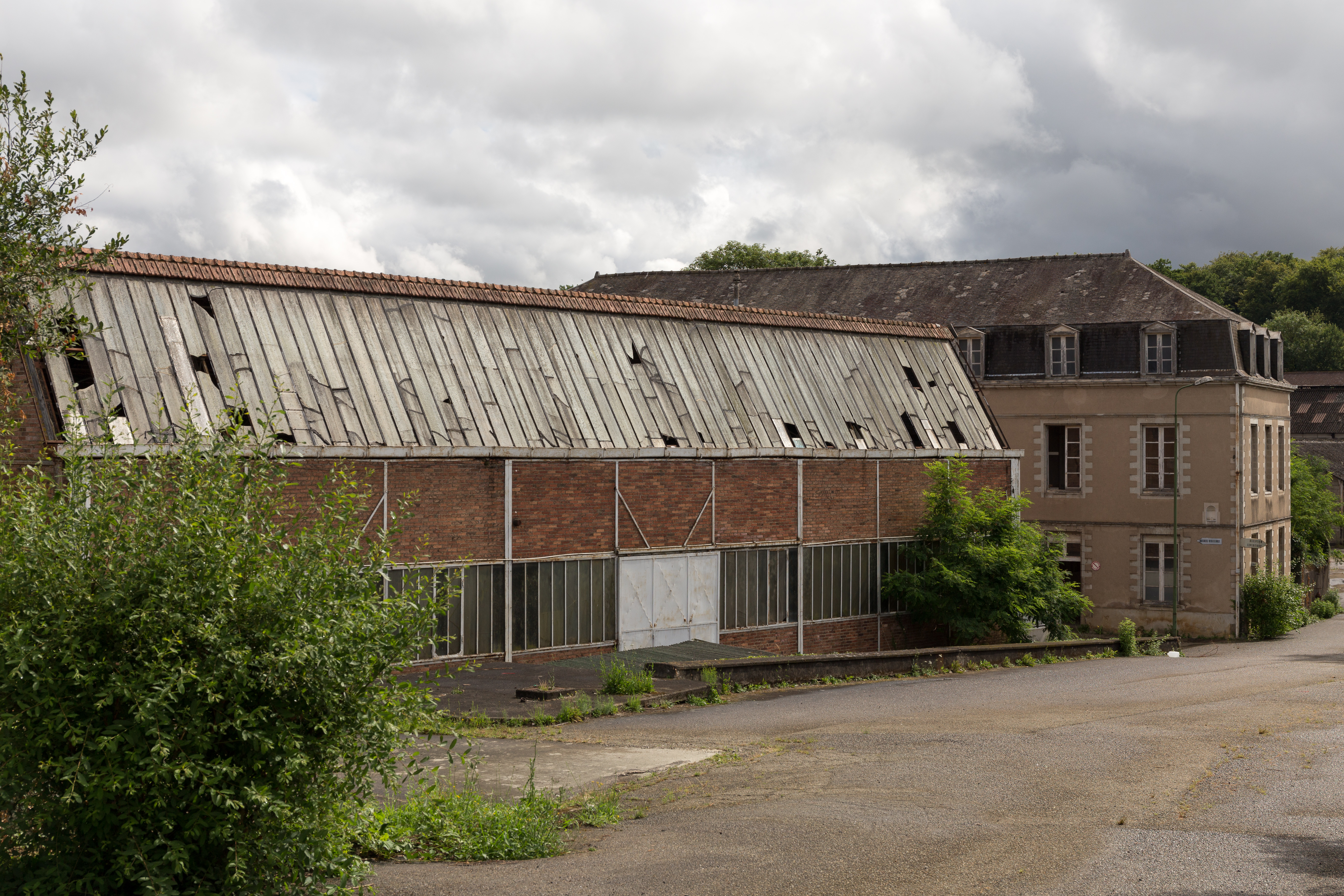
L'ancienne fonderie Chappée en 2015.

Longtemps l’activité économique de Port-Brillet s’est identifiée à la fonderie Chappée. Ce temps est révolu mais l’économie locale et l’urbanisation d’aujourd’hui en gardent les marques.
Cette évolution industrielle du site des forges (devenu Pebeco) a placé la commune et ses responsables face à de nouvelles obligations : l'économie locale a dû se diversifier. Par ricochet, l'identité communale a subi la mutation. La fonderie Pebeco, placée en règlement judiciaire en avril 2011, a fermé ses portes le 12 octobre 2011, faute de repreneur.
« L'analyse socio‑économique montre qu'en dépit d'une nette diminution du nombre d'emplois offerts par les entreprises installées sur le territoire communal, avec les incidences démographiques qui en découlent, le pôle industriel et de service brillet‑pontin conserve un poids et une influence réels grâce à des infrastructures commerciales, de services, et de communication développées et à un processus récent de diversification du tissu industriel. » (diagnostic établi en vue du PLU)
La vie économique locale ne peut aujourd’hui se concevoir sans l’environnement intercommunal. Nombre de Brillets-Pontins trouvent un emploi dans les communes voisines et jusqu’à Laval ou Vitré. Inversement ; nombre d’entreprises trouvent leurs salariés dans ce bassin d’emploi.
« Il convient de souligner l'impact, sur le plan de l'aménagement du territoire, de l'ensemble formé par les sites économiques «historiques» de Saint-Pierre-la-Cour, des mines d'or et d'antimoine de la Lucette située sur la commune du Genest-Saint-Isle et les pôles d'activités plus récents de La Brûlatte, du Bourgneuf-la-Forêt, de Loiron et de La Gravelle qui composent un pôle économique et urbain d'équilibre entre les zones lavalloise et vitréenne, et dont les évolutions mériteraient une réflexion élargie, à l'échelle intercommunale, comme départementale. » (diagnostic établi en vue du PLU).
Port-Brillet est une commune attractive pour ses services :  un tableau effectué par la chambre des métiers en septembre 1996 place Port-Brillet au 2e rang des communes mayennaises se situant entre 1 500 et 2 000 habitants derrière Montsûrs.
Parmi les 1 814 habitants de la commune (recensement de 1999), 774 personnes sont actives : 429 hommes et 345 femmes. 71 de ces actifs cherchent un emploi et 699 travaillent. Parmi ces personnes qui ont un emploi, 63 exercent une profession à leur compte ou aident leur conjoint ; les 636 autres sont salariés. Une minorité de ces actifs exerce dans la commune ; 392 personnes vont travailler en dehors.
C’est une commune attractive pour ses emplois : elle propose plus d’emplois qu’elle n’a d’actifs. On note un glissement des activités du secondaire vers le secteur tertiaire (le secteur tertiaire passe en 1975 de 22,4 % à 50,6 % en 1990).

## Lieux et monuments
- Port-Brillet abrite un espace inventorié en tant que zone naturelle d'intérêt écologique, faunistique et floristique (ZNIEFF) : l'étang de la Forge (33 ha) du fait de la présence de châtaigne d'eau (Trapa natans)[23].
- Église Sainte-Marie-Madeleine.
- Château du Tertre.
- Prieuré du Plessis-Milcent.

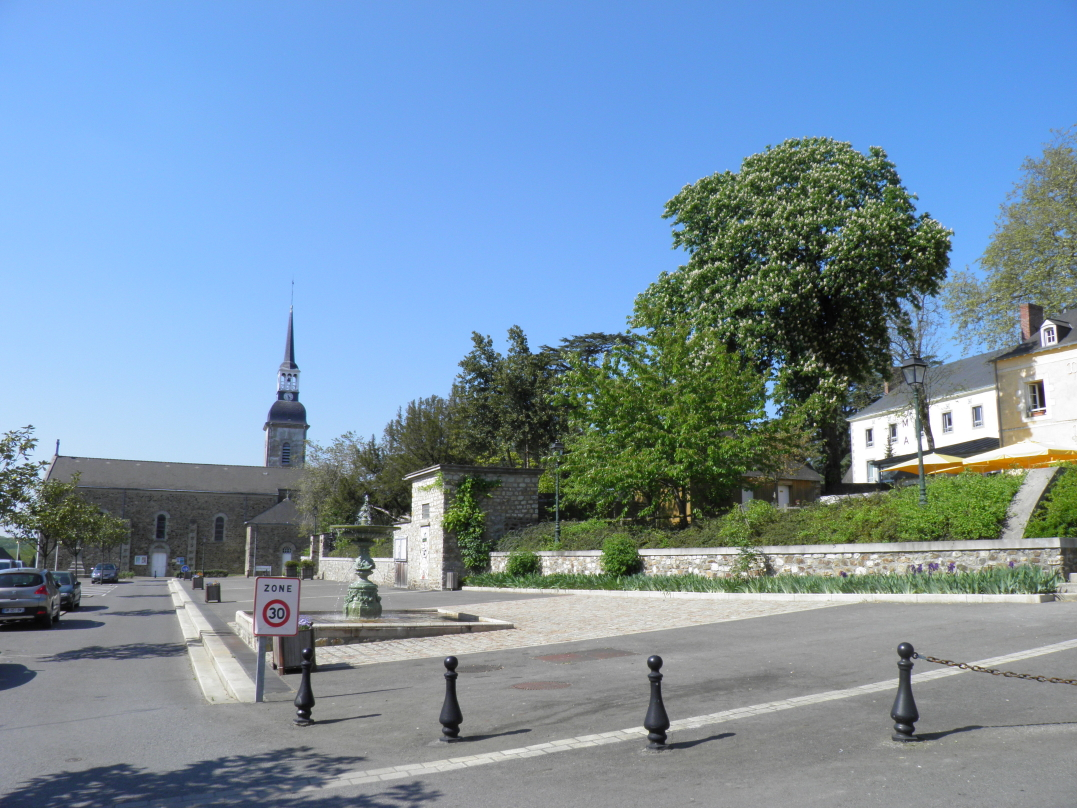
La place de l'Église.
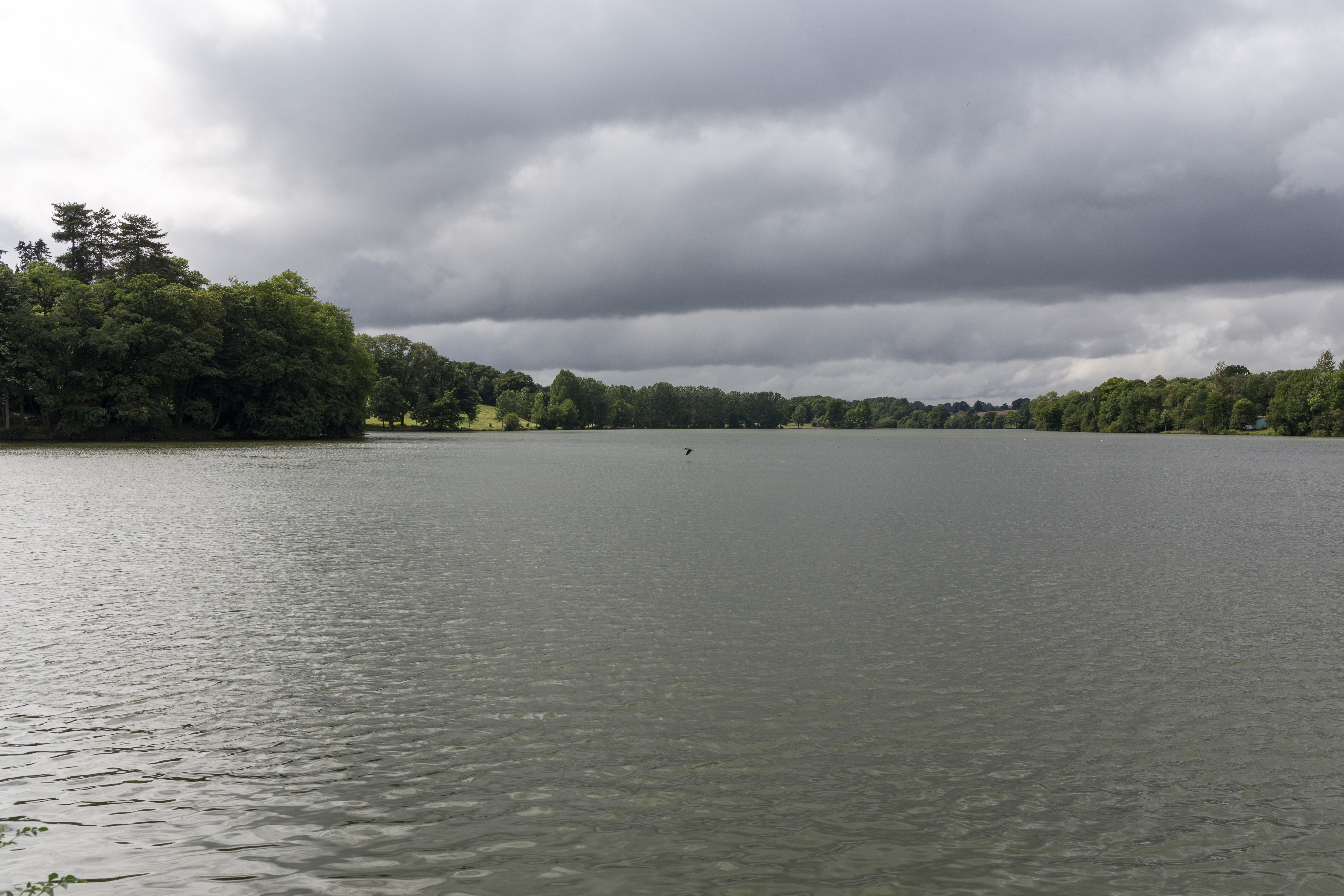
L'étang de la Forge.
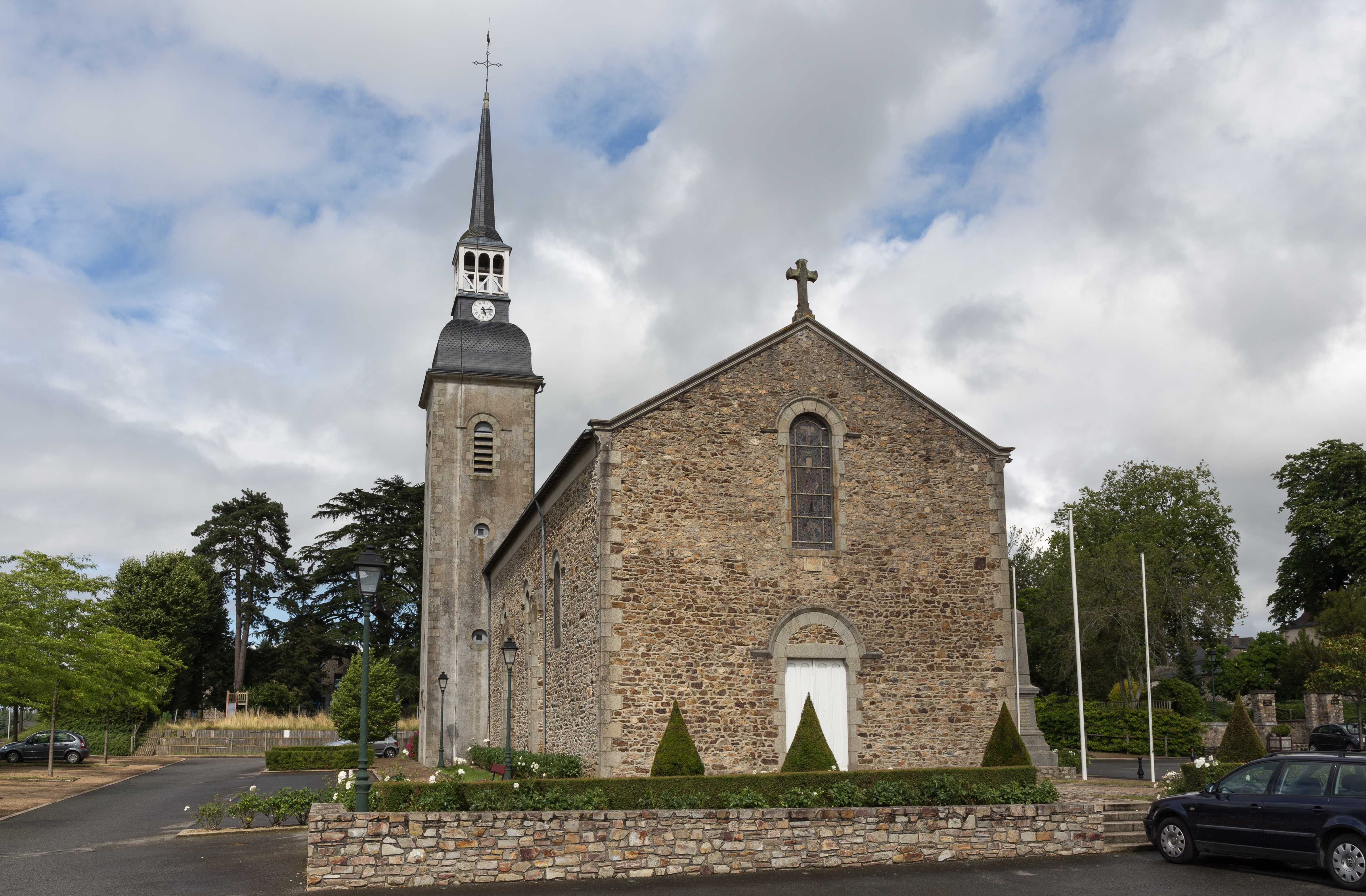
L'Église Sainte-Marie-Madeleine.

## Personnalités liées à la commune
- Constant Paillard-Ducléré (1776-1839) maître des forges de Port-Brillet, député de la Mayenne de 1817 à 1839.
- Armand Chappée (1835-1922) qui achète la forge de Port-Brillet en 1882.